# Enallagma carunculatum
Enallagma carunculatum là một loài chuồn chuồn kim trong họ Coenagrionidae.
Loài này được xếp vào nhóm Loài ít quan tâm trong sách Đỏ của IUCN năm 2007, de trend van de populatie is volgens de IUCN stabiel.
Enallagma carunculatum is in 1895 voor het eerst wetenschappelijk beschreven door Morse.

## Hình ảnh

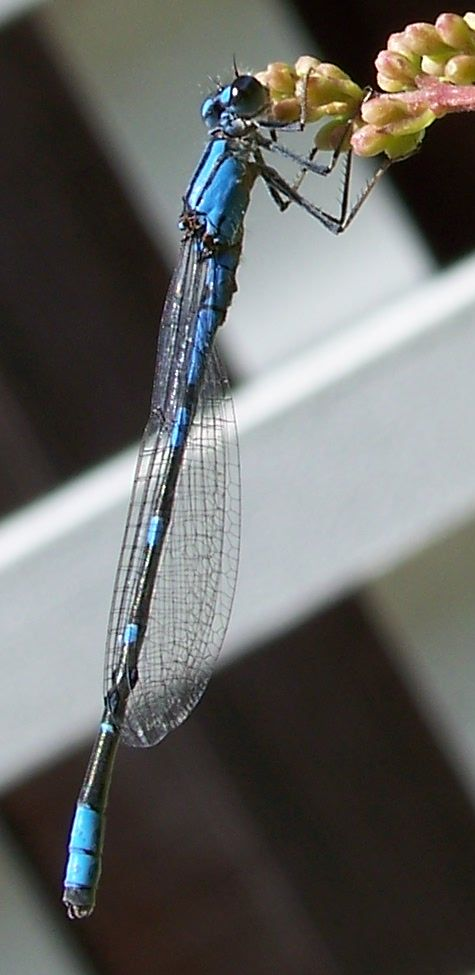
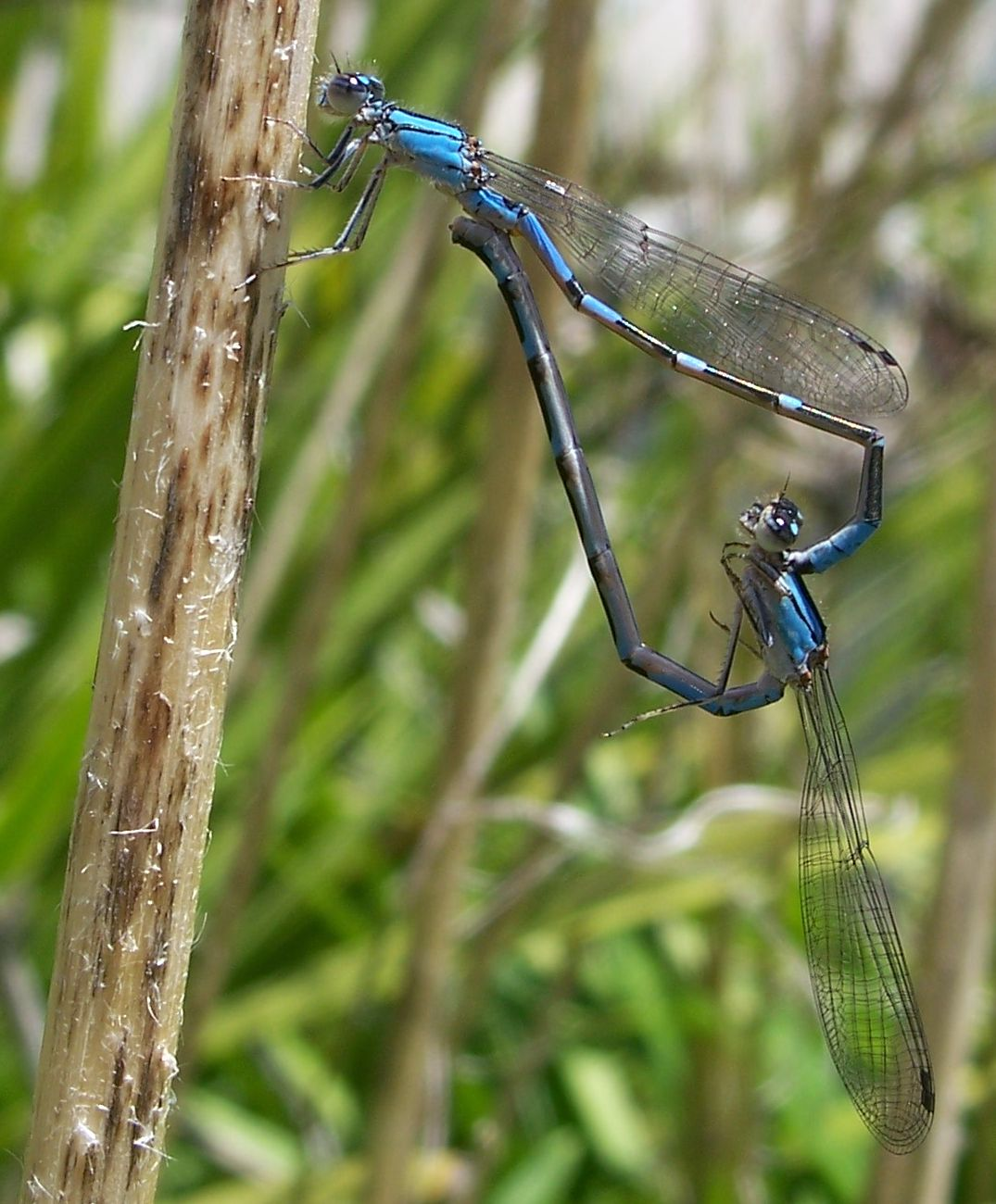
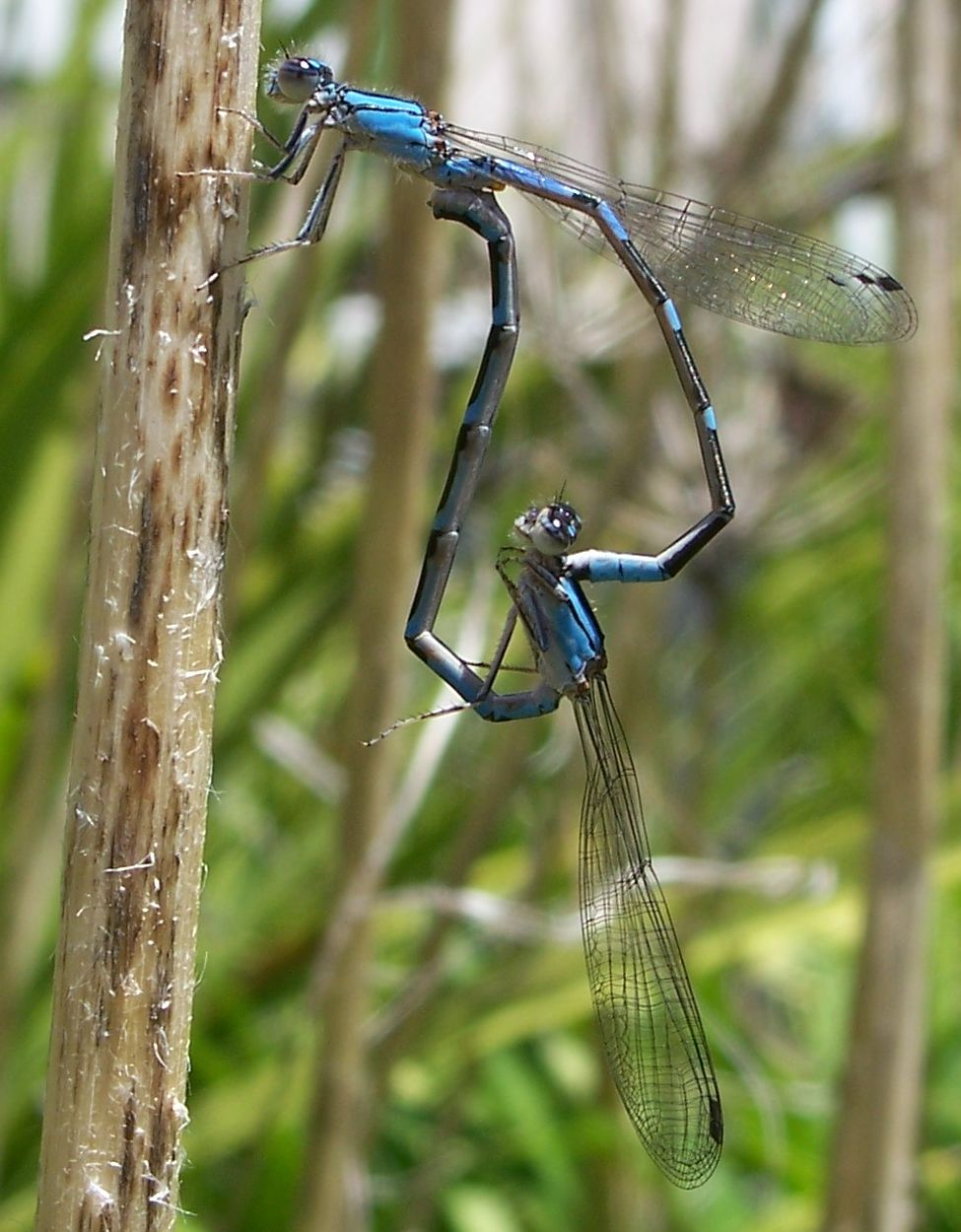
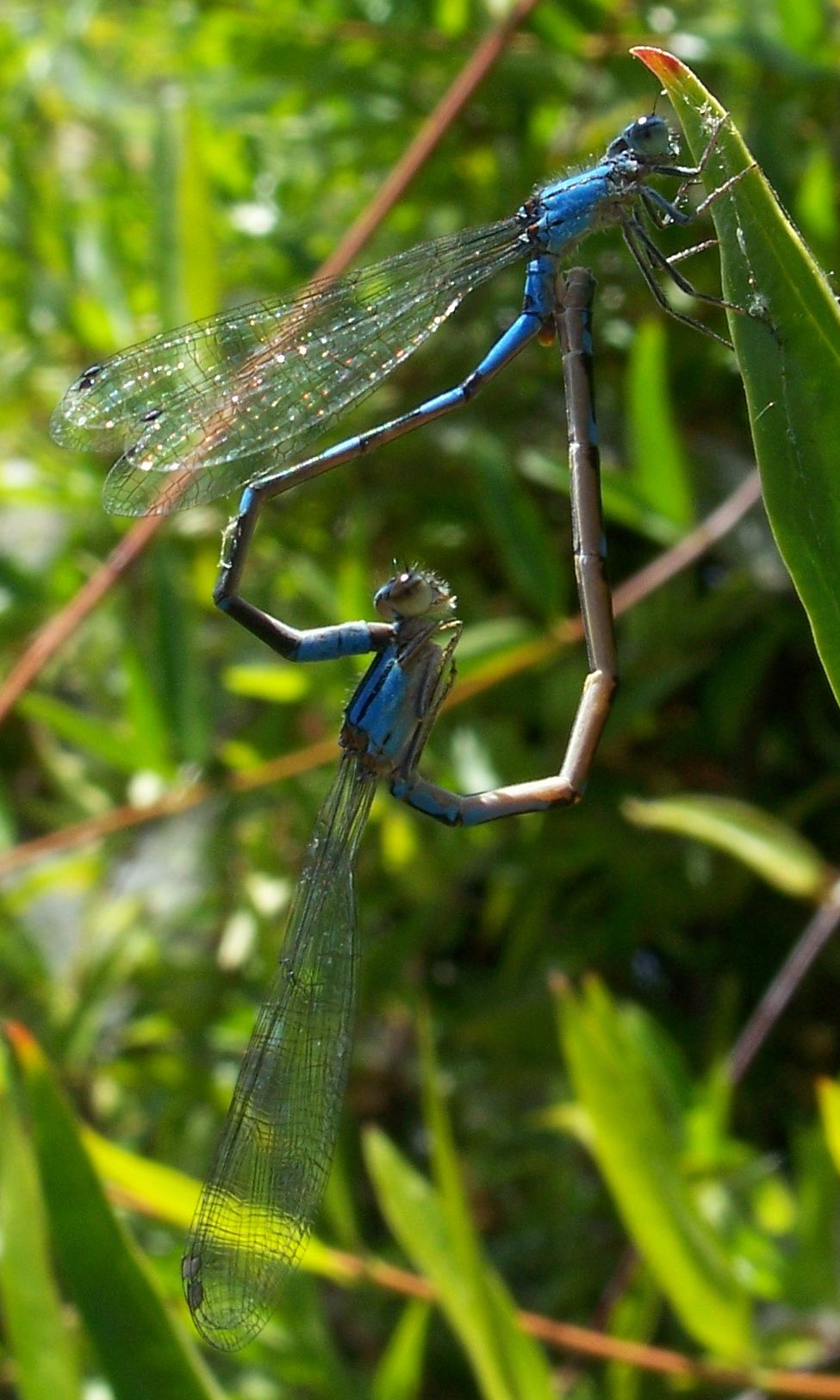